# Persone di cognome Bauer
| Questa pagina contiene informazioni ricavate automaticamente dalle voci biografiche con l'ausilio del template Bio e di un bot. L'aggiornamento è periodico e automatico e ricostruisce completamente la pagina. Se manca una persona in questa lista, sei pregato di non aggiungerla, ma accertati piuttosto che la sua voce biografica contenga il template Bio e che i dati anagrafici siano correttamente compilati. Se il template Bio manca, inseriscilo tu stesso o, in alternativa, metti l'avviso {{tmp\|Bio}} che ne segnala la mancanza. Se i dati riportati sono sbagliati, correggi direttamente la voce biografica; le modifiche saranno visibili in questa lista entro pochi giorni. Per chiarimenti vedi il progetto antroponimi. La lista contiene solo le 83 persone che sono citate nell'enciclopedia e per le quali è stato implementato correttamente il template Bio. Pagina aggiornata al 7 mag 2025. |

Questa è una lista di persone presenti nell'enciclopedia che hanno il cognome Bauer, suddivise per attività principale.

## Allenatori di calcio(1)
- Edi Bauer, allenatore di calcio e calciatore austriaco (n. 1894 - † 1948)

## Alpinisti(1)
- Paul Bauer, alpinista, avvocato e scrittore tedesco (Kusel, n. 1896 - Monaco di Baviera, † 1990)

## Ammiragli(1)
- Hermann Bauer, ammiraglio tedesco (Königsberg, n. 1875 - Essen, † 1958)

## Attori(3)
- Chris Bauer, attore statunitense (Los Angeles, n. 1966)
- Ralf Bauer, attore e conduttore televisivo tedesco (Karlsruhe, n. 1966)
- Wolfgang Maria Bauer, attore tedesco (Monaco di Baviera, n. 1963)

## Attrici(4)
- Cate Bauer, attrice britannica (Londra, n. 1922)
- Charita Bauer, attrice televisiva statunitense (Newark, n. 1922 - † 1985)
- Eva Maria Bauer, attrice e doppiatrice tedesca (Amburgo, n. 1923 - Amburgo, † 2006)
- Michelle Bauer, attrice statunitense (Montebello, n. 1958)

## Aviatori(1)
- Konrad Bauer, aviatore tedesco (Gelsenkirchen, n. 1919 - Gelsenkirchen, † 1990)

## Biatleti(1)
- Klemen Bauer, biatleta sloveno (Lubiana, n. 1986)

## Bobbisti(3)
- Candy Bauer, bobbista e ex pesista tedesco (Zschopau, n. 1986)
- Florian Bauer, bobbista e ex velocista tedesco (n. 1994)
- Theodore Bauer, ex bobbista tedesco

## Calciatori(11)
- Eduard Bauer, calciatore e giocatore di bridge svizzero
- Erhard Bauer, calciatore tedesco orientale (n. 1925 - † 1994)
- Hans Bauer, calciatore tedesco (München-Sendling, n. 1927 - München-Sendling, † 1997)
- Heinrich Bauer, ex calciatore tedesco (n. 1935)
- José Carlos Bauer, calciatore e allenatore di calcio brasiliano (San Paolo, n. 1925 - San Paolo, † 2007)
- Maximilian Bauer, calciatore tedesco (Windorf, n. 2000)
- Moritz Bauer, ex calciatore svizzero (Winterthur, n. 1992)
- Oskar Bauer, ex calciatore tedesco (Sandhofen, n. 1956)
- Patrick Bauer, calciatore tedesco (Backnang, n. 1992)
- Robert Bauer, calciatore tedesco (Pforzheim, n. 1995)
- Sebastian Bauer, calciatore austriaco (n. 1992)

## Cantanti(3)
- Axel Bauer, cantante francese (Parigi, n. 1961)
- Frans Bauer, cantante olandese (Roosendaal, n. 1973)
- Monika Martin, cantante austriaca (Graz, n. 1962)

## Cardinali(1)
- Franziskus von Sales Bauer, cardinale e arcivescovo cattolico ceco (Hrachovec, n. 1841 - Olomouc, † 1915)

## Cestiste(1)
- Cass Bauer, ex cestista statunitense (Hysham, n. 1972)

## Cestisti(2)
- Mike Bauer, ex cestista statunitense (Hastings, n. 1980)
- Valentin Bauer, cestista austriaco (Vienna, n. 1994)

## Chimici(1)
- Walter Bauer, chimico tedesco (Arnstadt, n. 1893 - Darmstadt, † 1968)

## Chitarristi(1)
- Billy Bauer, chitarrista statunitense (New York, n. 1915 - † 2005)

## Ciclisti su strada(1)
- Jack Bauer, ciclista su strada neozelandese (Takaka, n. 1985)

## Combinatisti nordici(1)
- Armin Bauer, ex combinatista nordico italiano (Bolzano, n. 1990)

## Compositori(1)
- Elkan Bauer, compositore austriaco (Nikolsburg, n. 1852 - Theresienstadt, † 1942)

## Dirigenti sportivi(1)
- Steve Bauer, dirigente sportivo, ex ciclista su strada e pistard canadese (St. Catharines, n. 1959)

## Discoboli(1)
- Rudolf Bauer, discobolo ungherese (Budapest, n. 1879 - Sósér, † 1932)

## Economisti(1)
- Peter Thomas Bauer, economista ungherese (Budapest, n. 1915 - Londra, † 2002)

## Filosofi(1)
- Bruno Bauer, filosofo e teologo tedesco (Eisenberg, n. 1809 - Berlino, † 1882)

## Fondiste(1)
- Viola Bauer, ex fondista tedesca (Annaberg-Buchholz, n. 1976)

## Fondisti(1)
- Lukáš Bauer, ex fondista ceco (Ostrov, n. 1977)

## Generali(2)
- Ferdinand Bauer, generale e politico austriaco (Lemberg, n. 1825 - Vienna, † 1893)
- Max Bauer, generale tedesco (Quedlinburg, n. 1875 - Shanghai, † 1929)

## Giocatori di baseball(1)
- Trevor Bauer, giocatore di baseball statunitense (Los Angeles, n. 1991)

## Giuristi(2)
- Alfred Bauer, giurista e storico del cinema tedesco (Würzburg, n. 1911 - Berlino, † 1986)
- Fritz Bauer, giurista tedesco (Stoccarda, n. 1903 - Francoforte sul Meno, † 1968)

## Imprenditori(2)
- Hermann Bauer, imprenditore e dirigente sportivo svizzero (Genova, n. 1876 - Genova, † 1901)
- Thomas Bauer, imprenditore e dirigente d'azienda tedesco (Schrobenhausen, n. 1955)

## Ingegneri(1)
- Jo Bauer, ingegnere tedesco (Friedrichstal, n. 1961)

## Inventori(1)
- Wilhelm Bauer, inventore tedesco (Dillingen an der Donau, n. 1822 - Monaco di Baviera, † 1875)

## Lottatori(1)
- Gustave Bauer, lottatore statunitense (Newark, n. 1884 - Irvington, † 1947)

## Militari(1)
- Erich Bauer, militare tedesco (Berlino, n. 1900 - Berlino, † 1980)

## Nuotatrici(1)
- Sybil Bauer, nuotatrice statunitense (Chicago, n. 1903 - Chicago, † 1927)

## Pallanuotisti(1)
- Georges Bauer, pallanuotista lussemburghese (Differdange, n. 1904 - Sanem, † 1987)

## Pallavoliste(1)
- Christina Bauer, pallavolista francese (Bergen, n. 1988)

## Percussioniste(1)
- Mireille Bauer, percussionista e vibrafonista francese (Barr, n. 1951)

## Piloti motociclistici(1)
- Martin Bauer, pilota motociclistico austriaco (Mödling, n. 1975)

## Pittori(3)
- Rudolf Bauer, pittore tedesco (Wirsitz, n. 1889 - Deal, † 1953)
- John Bauer, pittore e illustratore svedese (Jönköping, n. 1882 - Vättern, † 1918)
- Konštantín Bauer, pittore e ingegnere slovacco (Slovenská Ľupča, n. 1893 - Košice, † 1928)

## Politici(3)
- Gustav Bauer, politico tedesco (Darkehmen, n. 1870 - Berlino, † 1944)
- Leo Bauer, politico e giornalista tedesco (Skalat, n. 1912 - Bonn, † 1972)
- Otto Bauer, politico austriaco (Vienna, n. 1881 - Parigi, † 1938)

## Saltatori con gli sci(1)
- Andreas Bauer, saltatore con gli sci tedesco (Oberstdorf, n. 1964)

## Scacchisti(1)
- Christian Bauer, scacchista francese (Forbach, n. 1977)

## Schermidori(2)
- Dennis Bauer, schermidore tedesco (Coblenza, n. 1980)
- Steven Bauer, schermidore tedesco (n. 1981)

## Schermitrici(1)
- Simone Bauer, schermitrice tedesca (Wertheim, n. 1973)

## Sciatori alpini(2)
- Bernhard Bauer, ex sciatore alpino tedesco (Oberwössen, n. 1967)
- Fredrik Bauer, ex sciatore alpino svedese (n. 1995)

## Sciatrici alpine(2)
- Christiane Bauer, ex sciatrice alpina tedesca (n. 1983)
- Heidi Bauer, ex sciatrice alpina austriaca (n. 1957)

## Scrittrici(1)
- Belinda Bauer, scrittrice e giornalista britannica (Inghilterra, n. 1962)

## Scultori(1)
- Franz Bauer, scultore e insegnante austriaco (Vienna, n. 1798 - Vienna, † 1872)

## Storici(2)
- Riccardo Bauer, storico, giornalista e politico italiano (Milano, n. 1896 - Milano, † 1982)
- Yehuda Bauer, storico israeliano (Praga, n. 1926 - Gerusalemme, † 2024)

## Tennisti(1)
- Mike Bauer, ex tennista statunitense (Oakland, n. 1959)

## Teologi(1)
- Walter Bauer, teologo, lessicografo e grecista tedesco (Königsberg, n. 1877 - Gottinga, † 1960)

## Senza attività specificata(2)
- Felice Bauer, prussiana (Neustadt in Oberschlesien, n. 1887 - Rye, † 1960)
- Dora, austriaca (Vienna, n. 1882 - New York, † 1945)